# パスティス

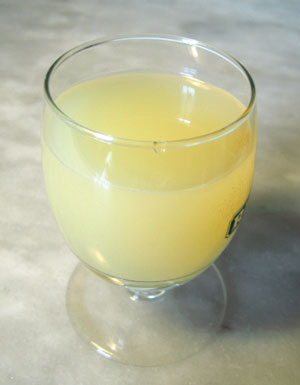
水で割ったパスティス

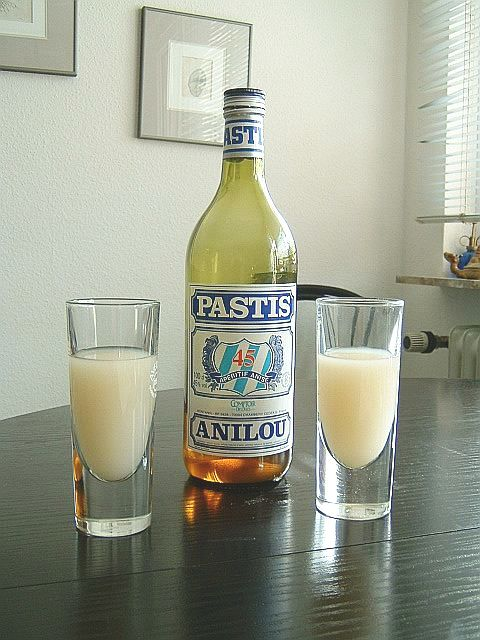
パスティスの1銘柄“Anilou”

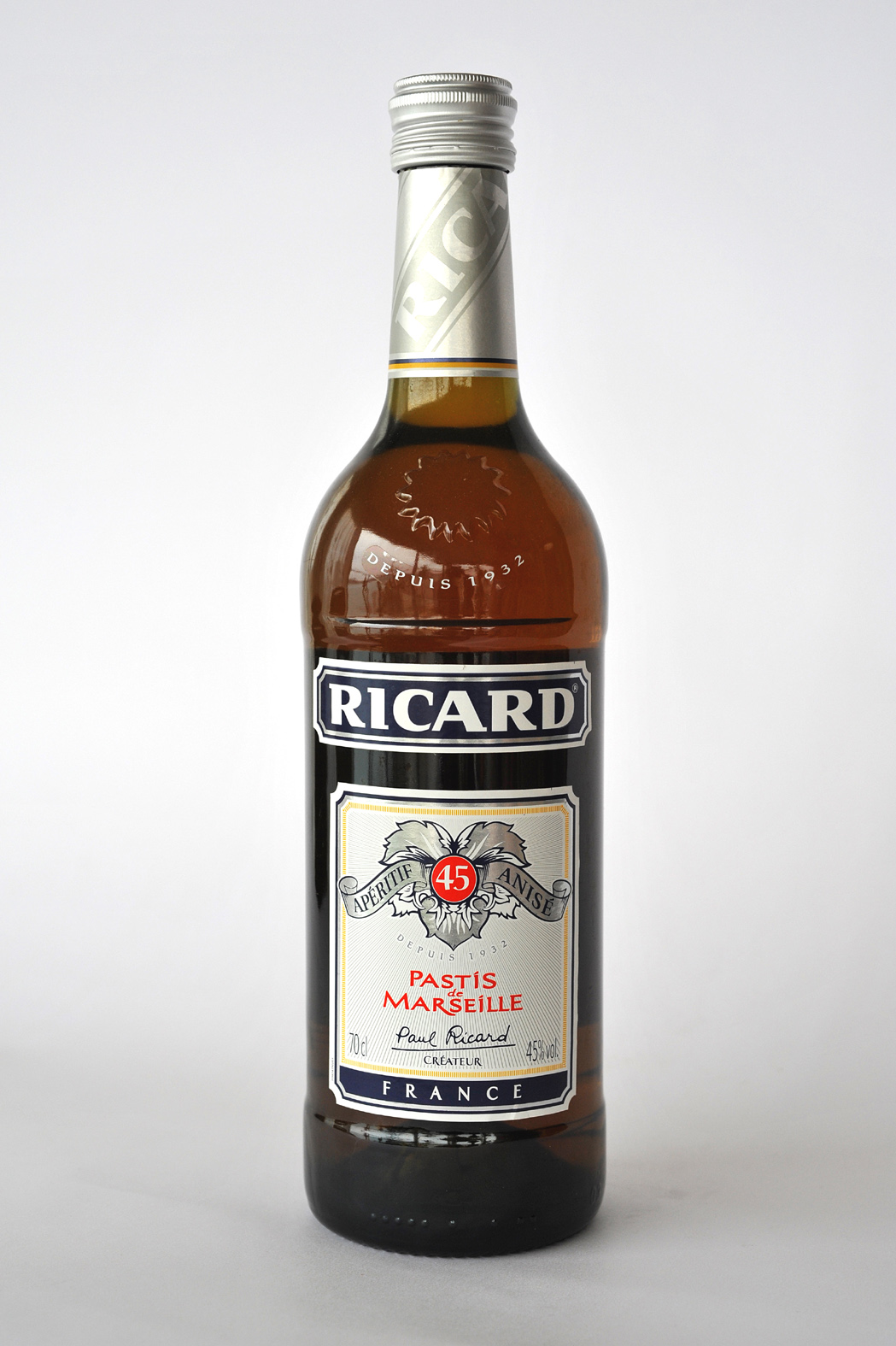
パスティスの1銘柄“Ricard”

パスティス（Pastis）はフランスのリキュールの一種。

## 歴史
パスティスは元々、ニガヨモギを加えて作る香草系リキュールアブサンの代替品として生み出された。パスティスの名はSe pastiser（似せる、まがい物の意。パスティーシュと同語源）に由来する。スイスでは1907年に、フランスなどでは1915年にアブサンの製造・流通・販売が禁止されたため、1932年にポール・リカールによりアブサンの製法を改良してリカールが作られた。その後ペルノー社など、アブサン製造元であった多くのメーカーで製造されるようになり、現在に至る。

## 特徴・背景
マルセイユ産のスターアニスと、リコリス、フェンネル等のハーブにより風味付けされている。
アルコール度数（ABV）は40度から45度と強く、甘口だが、強烈なアニス風味が特徴。特にフランスのマルセイユで作られ、アルコール度数45度以上かつ、アニスが1リットルあたり2グラム以上含まれるものにはPastis de Marseille（パスティス・ド・マルセイユ）と表示されることが認められる。
フランスでは特に南部地方を中心に食前酒として愛飲されてきた。
一般に氷や水で割るか、シロップを加える、カクテルに用いるなどして飲む。緑色のアブサンに対しパスティスは琥珀色だが、アブサン同様水で割ると白濁する（ウーゾ効果）。
イギリスの作家ピーター・メイル著のエッセイ『南仏プロヴァンスの12ヶ月』(ISBN 4309202098、日本語版は1993年出版)の中で紹介されてから特に有名になった。

## パスティスのブランド
- リカール（フランス語版）
- ペルノー（フランス語版）
ペルノーはEU規定ではパスティスではなく「アニス酒」となるが、成分、風味が類似していることからパスティスに分類されることが多い。
- サンカンテアン（フランス語版）
- プラド（Prado）
- パスティス・ベルジェ（マリー・ブリザール（フランス語版）が製造）
- ジャノ（Janot）
- カザニス（フランス語版）
- デュバル（Duval）

## パスティスを使ったカクテル
- イエロー・パロット
- ノックアウト
- 午後の死（ペルノーを使用）